# Smolotely

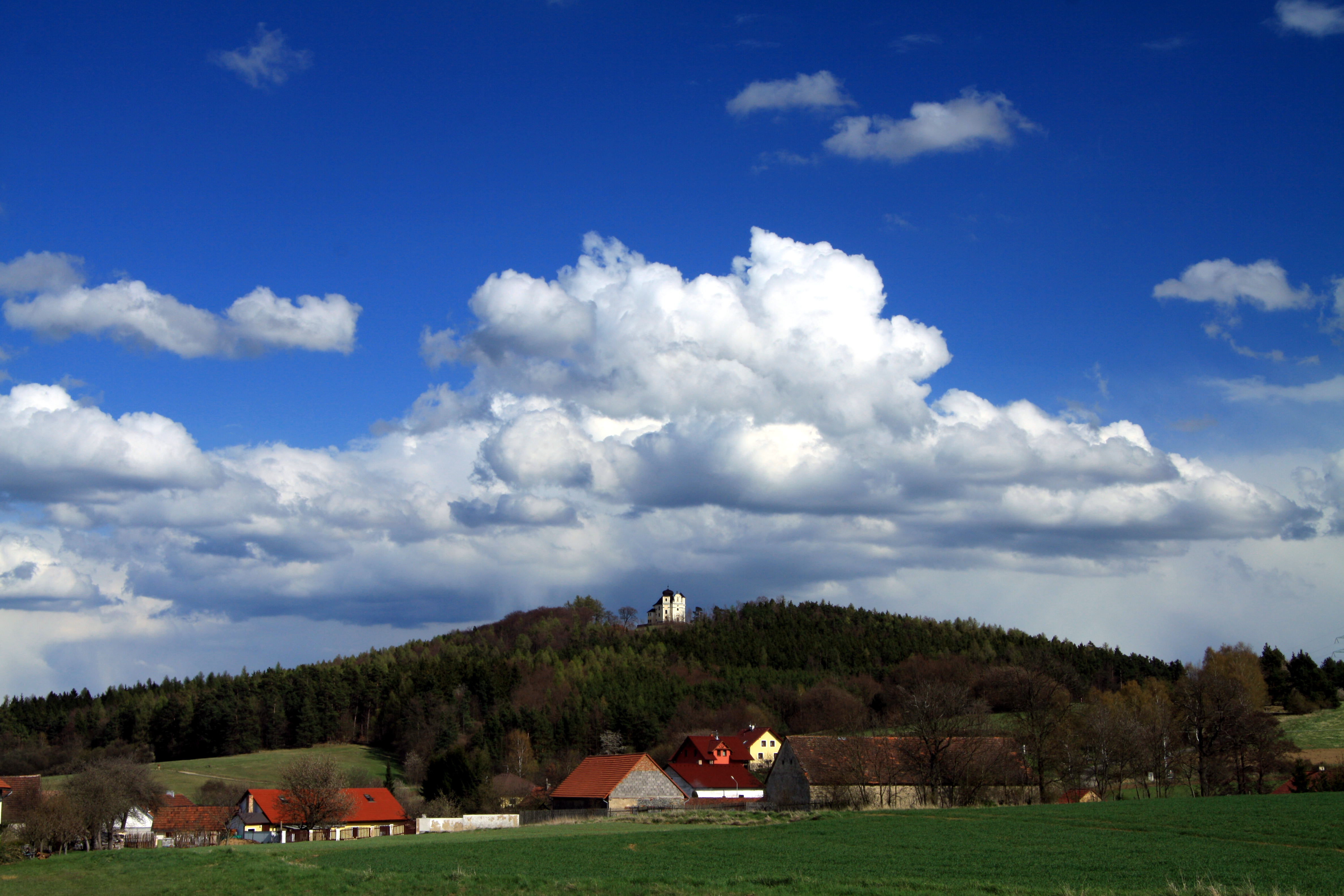
Blick von Westen auf Smolotely und die Maková hora

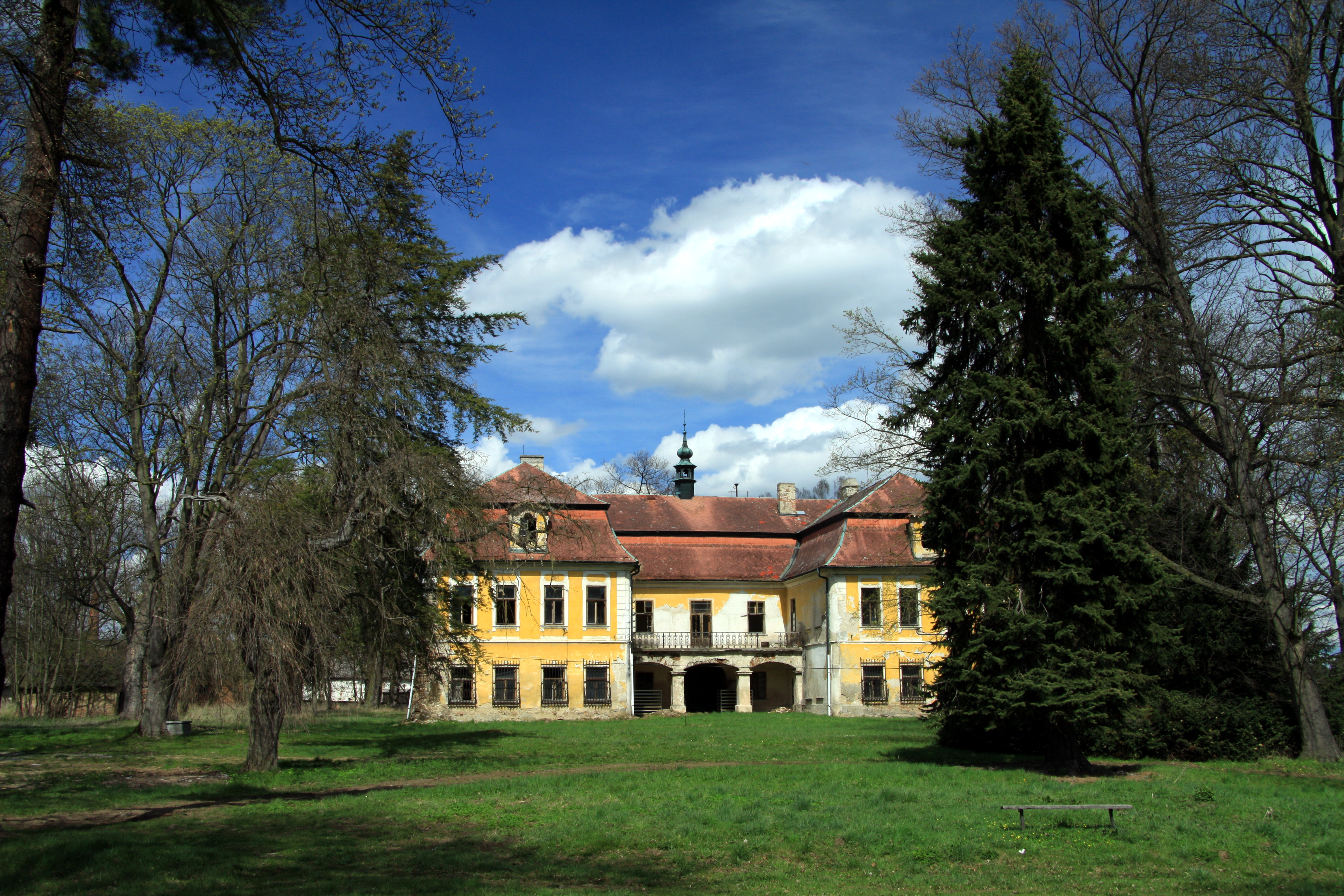
Schloss Smolotely (2012)

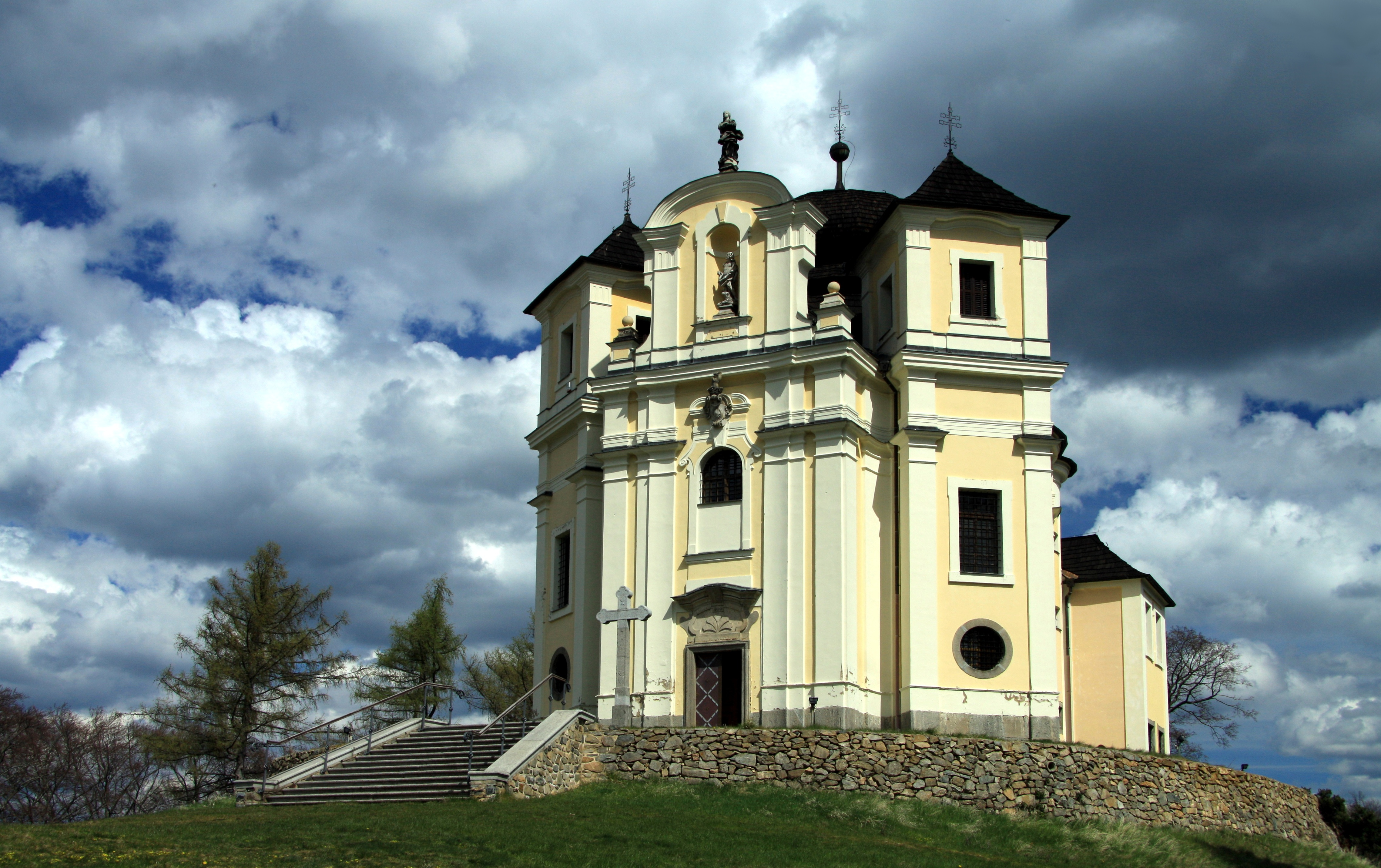
Wallfahrtskirche auf der Maková hora

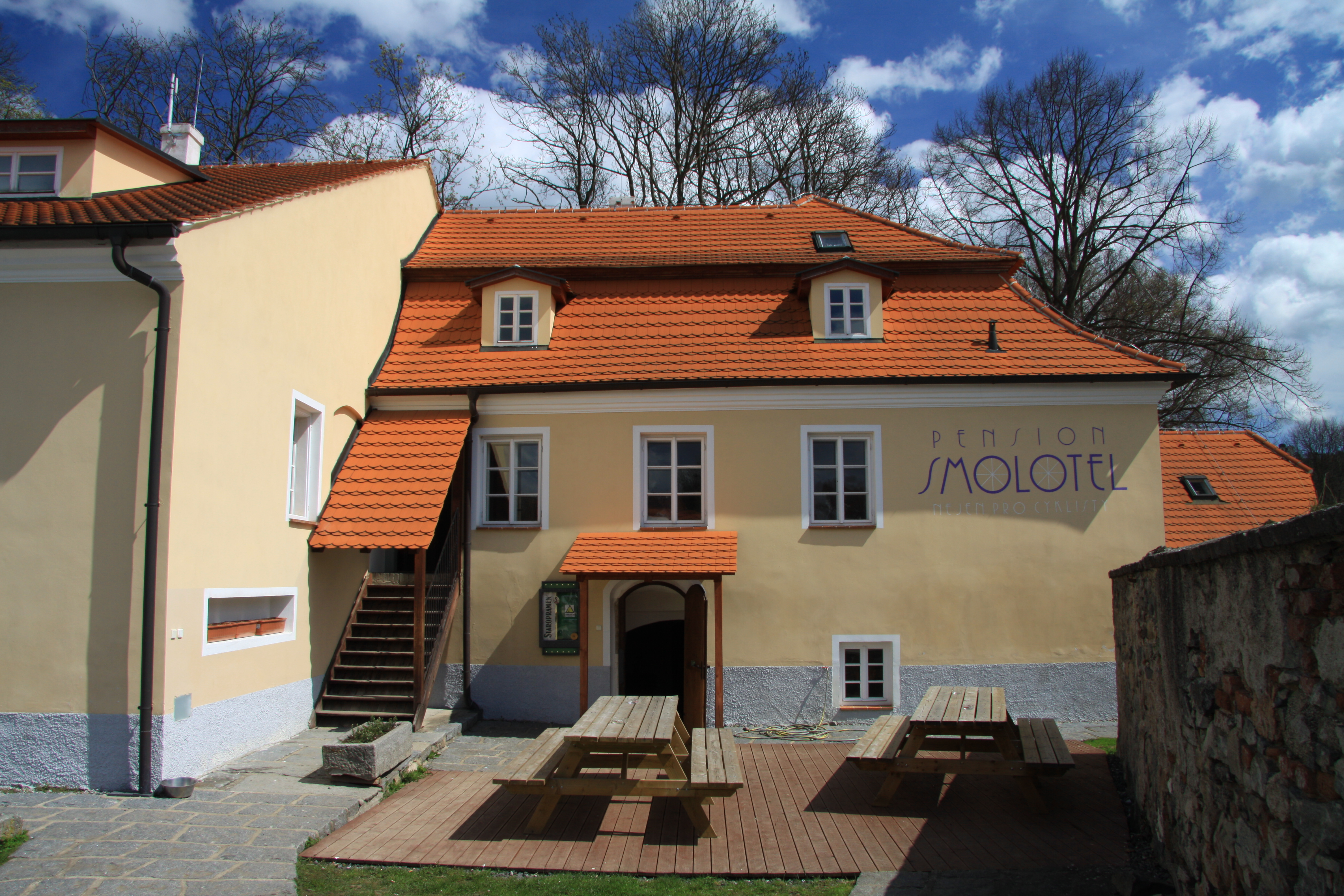
Ehemalige Brauerei

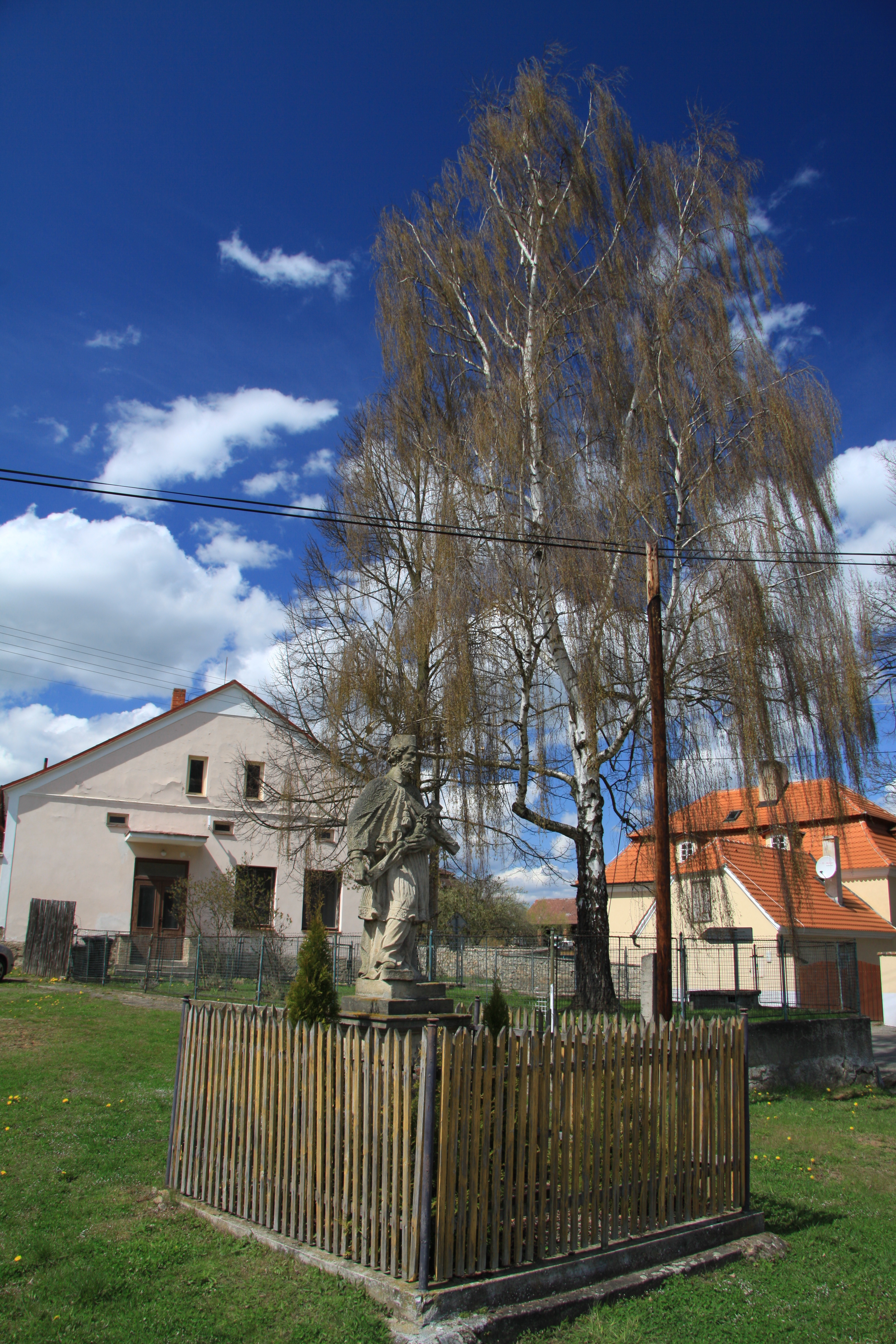
Statue des hl. Johannes von Nepomuk

Smolotely (deutsch Smolotel) ist eine Gemeinde in Tschechien. Sie liegt zwölf Kilometer südöstlich des Stadtzentrums von Příbram und gehört zum Okres Příbram.

## Geographie
Smolotely befindet sich in der Dobříšská pahorkatina (Dobrischer Hügelland) und wird vom Bach Viničný potok durchflossen. Im Norden bildet der Líšnický potok ein tief eingeschnittenes Tal. Nördlich erhebt sich die Dubenecká (531 m n. m.), im Nordosten der Chlumek (486 m n. m.) und die Calta (480 m n. m.), östlich die Hradiště (519 m n. m.), der Prostřední vrch (478 m n. m.) und die Tisová (499 m n. m.), im Südosten die Maková hora (545 m n. m.), südlich die Vinice (533 m n. m.) und der Jílek (527 m n. m.) sowie im Südwesten der Cizí (530 m n. m.) und der Borky (522 m n. m.). Vier Kilometer südöstlich befindet sich im Moldautal die Staumauer der Orlík-Talsperre.
Nachbarorte sind Draha und Horní Hbity im Norden, Panský Mlýn, Pila, Žlíbky, Horní Líšnice und Smolotelky im Nordosten, Dolní Líšnice und Kolčava im Osten, Zalaby im Südosten, Hvozdec und Bohostice im Süden, Cetyně und Pečice im Südwesten, Pečičky, Hamr, Na Kopce und Drsník im Westen sowie Radětice und Dalskabáty im Nordwesten.

## Geschichte
Die Gegend wurde wahrscheinlich während der Spätbronzezeit zwischen 1000 und 800 v. Chr. erstmals besiedelt, auf dem Hradiště befand sich eine Burgstätte. Es wird angenommen, dass sich auf den Fluren des Dorfes im 9. Jahrhundert ein Pechmarkt befand, von dem der Ortsname hergeleitet wird.
Die erste urkundliche Erwähnung von Smolotely erfolgte 1336 in einem Majestätsbrief des Königs Johann von Luxemburg. Nach der Gründung der königlichen Burg Karlstein wurde das Gut Smolotely unter deren Lehnshoheit gestellt. Die Feste Smolotely wurde nach 1456 errichtet; 1515 wurde sie erstmals erwähnt, als Johann Schütz von Drahenitz das Gut erwarb. Nachfolgend wechselten seine Besitzer häufig. Im Jahre 1605 kauften die Brüder Christoph und Heinrich Chanowsky von Langendorf das Lehngut Smolotely mit der Feste, der Brauerei mit Hopfengarten und dem Dorf; sie ließen die gotische Feste zu einem Schloss umgestalten. Während des Dreißigjährigen Krieges errichteten die Schweden nördlich der Maková hora ein Heerlager. Im Jahre 1693 wurde Adam Maximilian Chanowsky von Langendorf Besitzer von Smolotely. Bis 1714 gehörte das Dorf zum Podbrder Kreis, danach wurde es Teil des Berauner Kreises. Johann Felix Chanowsky von Langendorf ließ zwischen 1719 und 1722 auf der Maková hora die Wallfahrtskirche Johannes des Täufers und der Lieben Frau vom Berge Karmel einschließlich eines Karmelitenklosters erbauen. Im Jahre 1722 wurde die Schule eröffnet. Am Anfang des 18. Jahrhunderts begann auch der barocke Umbau des Schlosses, das am 28. April 1732 im Zuge des Verkaufs des Gutes für 48.000 Rheinische Gulden an Joseph Ladislaw Morell von Lettin auf Ertischowitz erstmals Erwähnung fand. Nachfolgender Besitzer war ab 1733 der Prager Dompropst Zdenko Georg Chřepicky von Modlischowitz, nach seinem Tode fiel das Erbe seiner Schwester Antonia Ignatia Santini-Aichel, der Witwe von Johann Blasius Santini-Aichl, zu. Ihr folgte deren Tochter Johanna Antonia, verwitwete Freiin Wančura, sie überschrieb das Lehngut vor 1787 ihrem zweiten Ehemann Adam Skronsky von Budčow. Am 4. April 1774 brannte das Schloss ab. Johanna Antonia Skronsky gründete 1785 ein Armeninstitut, das später noch um das Kapital einer aufgelösten Bruderschaft vergrößert wurde. 1808 verkaufte Georg Skronsky von Budčow das Gut an Anton Freiherr von Hochberg, der es im darauffolgenden Jahre an den k.k. Kämmerer Johann Henniger von Eberg weiterveräußerte. Dieser trat das Gut 1836 an seinen gleichnamigen Sohn ab. 1843 wurde das Gut Ertischowitz mit Smolotel vereinigt.
Im Jahre 1846 umfasste das Lehngut Smolotel einschließlich des einverleibten Freihofes Bohostitz eine Nutzfläche von 2024 Joch 1506 Quadratklafter, wovon knapp die Hälfte Wälder waren. Auf dem Herrschaftsgebiet lebten 969 tschechischsprachige Personen, darunter 20 jüdische Familien. Die Haupterwerbsquelle bildete die Landwirtschaft. Die Obrigkeit bewirtschaftete zwei Meierhöfe in Smolotel und Bohostitz, zu ersterem gehörte auch eine Schäferei. Ein weiterer Meierhof in Unter-Hbit war parzellenweise verpachtet. Zum Lehngut gehörten das Dorf Smolotel, 23 Häuser einschließlich des robotfreien Hofes in Bohostitz, 22 Häuser von Unter-Hbit, 16 Häuser von Solenitz, 14 Häuser von Westetz (Vestec) sowie je zwei Häuser von Drsnik (Drsník) und Luh (Luhy). Mit dem Lehngut Smolotel war das Gut Ertischowitz (Rtišovice) politisch, wirtschaftlich und judiziell vereinigt.
Die Ortschaft Smolotel bestand aus den Ansiedlungen Groß-Smolotel (Smolotely) und Klein-Smolotel (Smolotelky) mit insgesamt 85 Häusern und 570 Einwohnern, darunter vier jüdischen Familien. Ein Haus war dem k.k. Tafelgut Milin untertänig. In Groß-Smolotel gab es ein obrigkeitliches Schloss mit einer Kapelle zur hl. Dreifaltigkeit, eine Schule, ein obrigkeitliches Bräuhaus, ein obrigkeitliches Branntweinhaus mit Pottaschensiederei, einen obrigkeitlichen Meierhof mit Schäferei, ein Wirtshaus sowie eine Mühle mit Brettsäge. Abseits lagen auf der Makowa die Filialkirche Johannes des Täufers mit der Wohnung des Kaplans sowie einem obrigkeitlichen Jägerhaus. Außerdem waren zu Smolotel noch drei einschichtige Mühlen und eine Zeugschmiede, die aus zwölf Dominikalhäuschen bestehende Einschicht Draha sowie die aus zehn Dominikalhäusern bestehende Einschicht Dlaskoba (Dalskabáty). Pfarrort war Unter-Hbit. 1857 wurde am westlichen Fuße der Maková hora ein Friedhof angelegt. Bis zur Mitte des 19. Jahrhunderts bildete Smolotel das Amtsdorf für die landtäfligen Güter Smolotel und Ertischowitz.
Nach der Aufhebung der Patrimonialherrschaften bildete Smolotely / Smolotel ab 1850 mit den Ortsteilen Bohostice und Cetyně sowie den Ansiedlungen Dalskabáty, Draha und Smolotelky eine Gemeinde im Gerichtsbezirk Příbram. Ab 1868 gehörte die Gemeinde zum Bezirk Příbram. Besitzer des Schlosses mit der Brauerei, vier Mühlen und dem zugehörigen Großgrundbesitz war ab 1872 die Familie Erggelet. Bohostice und Cetyně lösten sich zum Ende des 19. Jahrhunderts von Smolotely los und bildeten die Gemeinde Cetyně. Im Jahre 1915 stellte die Brauerei den Betrieb ein. Das Gut wurde im selben Jahre an den Juristen Eduard Schwarz verkauft. Mit finanzieller Unterstützung durch Schwarz wurde 1926 die Straße zwischen Smolotely und Brodce gebaut. Nach der Machtübernahme Hitlers im Deutschen Reich beteiligten sich zwischen 1936 und 1938 mehrere Einwohner von Smolotely am Bau von Bunkern im Moldautal. 1939 übertrug Eduard Schwarz das Gut an seinen Sohn Karl. Dieser übereignete das Gut 1942 an die Familie König, zugleich erfolgte die Einstellung des Bergbaus. Im selben Jahr wurden sowohl Karl König als auch die Familie Schwarz als Juden in das KZ Auschwitz-Birkenau deportiert und dort vergast. Erbin des Gutes wurde nach dem Zweiten Weltkrieg die Tochter von Eduard Schwarz, Erna Schwarz, der die Auswanderung nach Amerika gelungen war; sie wurde 1948 nach der Machtübernahme durch die Kommunisten enteignet. 1946 wurde Smolotely elektrifiziert. Im Jahr darauf wurde die Buslinie Smolotely – Příbram aufgenommen. Die Brennerei stellte 1957 den Betrieb ein. 1976 wurde die Schule geschlossen. Seit 2006 führt die Gemeinde Smolotely ein Wappen und Banner.

## Gemeindegliederung
Für die Gemeinde Smolotely sind keine Ortsteile ausgewiesen. Grundsiedlungseinheiten sind Dalskabáty (Dalskabat, früher Dlaskoba), Draha, Smolotelky (Klein Smolotel) und Smolotely (Smolotel). Zu Smolotely gehören außerdem die Einschichten Hamr, Parník, Panský Mlýn und Pila.

## Sehenswürdigkeiten
- Barockschloss Smolotely, es entstand zwischen 1706 und 1732, Teile der Mauern der ursprünglichen gotischen Feste haben sich erhalten. Das Schloss wurde 1948 verstaatlicht und danach als Kindergarten, Kulturzentrum, Kino, Theater und Festsaal genutzt. 1991 wurde die Schlosskapelle neu geweiht. Das Schloss wurde 1999 an die Familie Kohn restituiert. Der dreiflügelige Bau mit der Schlosskapelle der hl. Dreifaltigkeit ist heute ungenutzt und dem Verfall überlassen.
- Barocke Wallfahrtskirche Johannes des Täufers und der Lieben Frau vom Berge Karmel auf der Maková hora, sie wurde in den Jahren 1719–1722 nach Plänen von Carlo Antonio Canevalle errichtet. 1723 erfolgte die Weihe durch den Prager Weihbischof Johann Rudolf von Sporck. Neben der Kirche entstand ein Karmelitenkloster, das der Kirche die Statue der Jungfrau Maria im Skapulier stiftete. Nach dem Tode des Bauherrn Johann Felix Chanowsky von Langendorf musste wegen Geldmangels auf die Errichtung der geplanten Kreuzgänge verzichtet werden. Das Kloster brannte ab und die Kirche verfiel. Im Jahre 1836 wurde die Liquidation der Bruderschaft der hl. Skapulier vom Berge Karmel und der Mutter Gottes eingeleitet. Zwischen 1853 und 1856 wurde die Bruderschaft auf Initiative des Pfarrers Jan Šrámek erneuert. 1913 schuf der Maler Josef Bosáček, ein Bruder des Pfarrers Vincenc Bosáček, die Deckengemälde der vier Evangelisten im Chor. Seit den 1930er Jahren verschlechterte sich der Zustand der Wallfahrtskirche, nach der Machtübernahme durch die Kommunisten häuften sich Vandalismus und Diebstähle. Ab 1990 wurde die Kirche saniert; seit 1996 lebt auf der Maková hora ein Franziskaner als Einsiedler, der die Kirche und ihre Besucher betreut.
- Ehemalige Brauerei, sie wurde einschließlich des zugehörigen Hopfengartens 1605 erstmals erwähnt. 1870 wurden 150.000 Hektoliter Bier gebraut. Nach der Beschlagnahme der kupfernen Braukessel stellte die Schloßbrauerei Smolotel 1916 ihren Betrieb ein. Das Brauereigebäude wird heute als Pension Smolotel genutzt.
- Ehemalige Schule, das Gebäude wird heute als Postamt und Gemeindeamt genutzt.
- Lehrpfad Smolotely, er wurde im Jahre 2009 eingerichtet.
- Statue des hl. Johannes von Nepomuk auf dem Dorfplatz von Smolotely, geschaffen 1834 in Prag nach dem Rauchmillerschen Modell von 1681. Der Sockel trägt das Wappen der Henniger von Seeberg. Im Jahre 2012 erfolgte die Restaurierung.
- Esse der ehemaligen Dampfmühle in Parník, das aus maßgefertigten Ziegeln errichtete Bauwerk wurde in einer besonderen Bauweise errichtet, bei der der Essenkörper nicht direkt auf dem gemauerten Sockel aufgesetzt wurde, sondern auf dekorativen Backsteinringen. Landesweit ist diese Bauweise außerdem nur bei der Brauereiesse in Milín zu finden. Seit dem Abriss der Mühle ist die Esse freistehend.[6]

## Söhne und Töchter der Gemeinde
- František Bučil (1894–1955), katholischer Geistlicher und Opfer der kommunistischen Gewaltherrschaft